# Dread Zeppelin
Dread Zeppelin é uma banda americana que faz covers de músicas de rock clássico em versão majoritariamente Reggae, notadamente da banda inglesa Led Zeppelin. Com estilo debochado e com um vocalista que imitava Elvis Presley, o grupo logo alcançou notoriedade no mundo musical.